# Steatoda grossa
Espèce
Synonymes
- Aranea nocturna Schrank, 1781 nec Linnaeus, 1758
- Theridium grossum C. L. Koch, 1838
- Theridion pulchellum Lucas, 1838
- Theridion fulvo-lunulatum Lucas, 1846
- Theridion versutum Blackwall, 1846
- Eucharia zonata Ohlert, 1867
- Theridion coeliferum L. Koch, 1867
- Theridium nicoluccii Canestrini & Pavesi, 1868
- Theridium nitidum Holmberg, 1876
- Theridium domesticum Holmberg, 1876
- Steatoda pusulosa Keyserling, 1878
- Theridion sericum Urquhart, 1886
- Teutana grossa obliterata Franganillo, 1913
- Teutana grossa strandi Ermolajev, 1934
- Steatoda punctilineata Mello-Leitão, 1939
- Teutana modesta Bryant, 1948

Steatoda grossa, la veuve des villes, est une espèce d'araignées aranéomorphes de la famille des Theridiidae.

## Distribution
Cette espèce, cosmopolite par introduction, est originaire de l'écozone paléarctique. Elle se rencontre en Europe, en Turquie, en Iran, en Asie centrale, en Russie en Sibérie, en Chine, en Corée et au Japon.
Elle a été introduite en Macaronésie, en Afrique, en Amérique, en Nouvelle-Zélande et à Hawaï.

## Habitat
Dans la nature, on peut la trouver en zones rocailleuses sombres ou dans des troncs d'arbres.
Espèce courante des habitations humaines, Steatoda grossa affectionne les recoins sombres : trous dans les murs, caves, derrière les meubles ; en particulier dans les angles et près du sol.

## Description
Les mâles mesurent de 5 à 10 mm et les femelles de 6,5 à 10 mm.

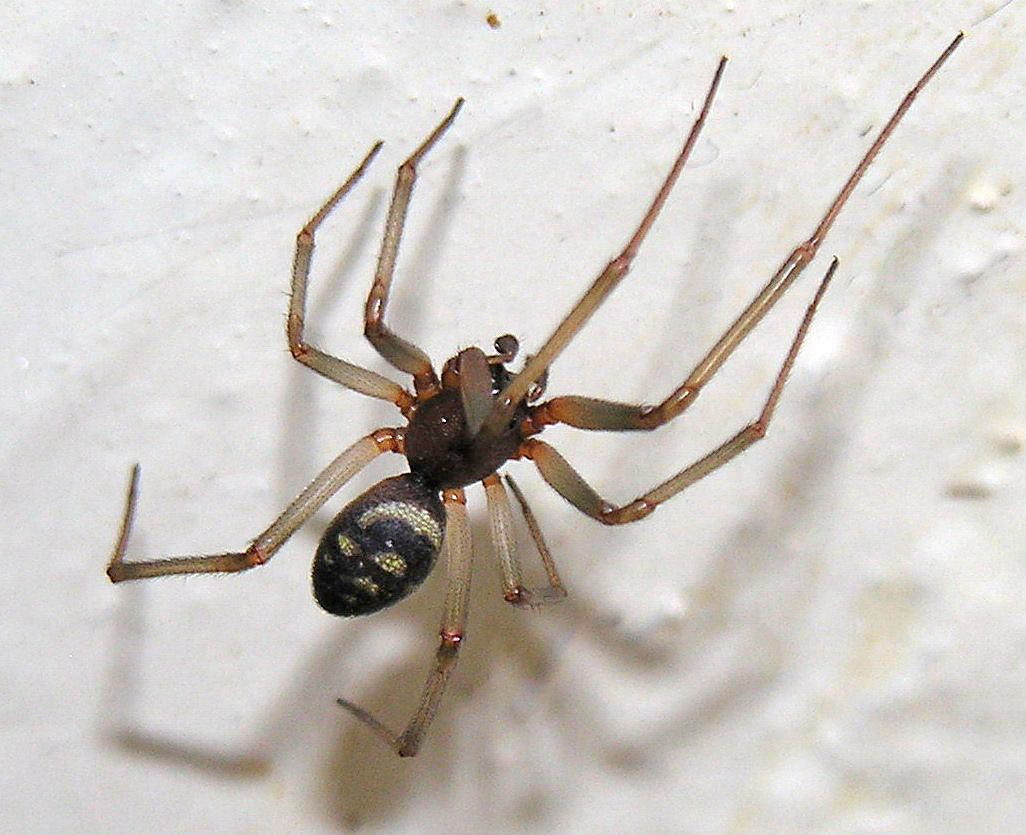
Steatoda grossa ♂

Le dimorphisme sexuel est très marqué.
L'abdomen volumineux de la femelle en forme de bulbe est de couleur sombre (brun, violacé voire noir). Son apparence évoque sensiblement celle des veuves noires (araignées du genre Latrodectus), en particulier Latrodectus mactans. Cependant, Steatoda grossa ne dispose pas de dessin en forme de sablier rouge sur la face ventrale de l'abdomen.
L'abdomen du mâle est beaucoup plus mince, et peut présenter des motifs en points jaunes à blancs. Ses pattes sont brun clair à translucides.
La durée de vie d'une femelle peut aller jusqu'à six ans, les mâles ne vivant en moyenne qu'un an et demi.

## Toile
Comme toutes les araignées du genre Steatoda, la toile est de forme irrégulière, en soie collante ; avec parfois une retraite. Les cocons, contenant de 40 à 100 œufs, sphériques et translucides sont disposés à même la toile et peuvent être facilement observés.

## Alimentation
Cette espèce se nourrit de cloportes, de blattes, de coléoptères, de diptères.

## Comportement envers l'humain
Cette espèce n'est absolument pas agressive et se laisse manipuler sans problème. En cas de menace, la solution privilégiée est systématiquement la fuite.
La morsure de Steatoda grossa est extrêmement rare. Elle n'est pas plus douloureuse qu'une piqûre de guêpe et les symptômes d'envenimation sont mineurs : boursouflure, nausée et sensation de malaise pouvant durer quelques jours. Un antivenin prévu en cas de latrodectisme (en l'occurrence, morsure de veuve noire de l'espèce Latrodectus hasselti) s'est avéré efficace dans le traitement des symptômes.
Cette araignée ne présente donc aucun danger, mais il reste conseillé d'être attentif dans la manipulation si l'araignée est dans sa toile ; ou lorsqu'il s'agit d'une femelle dont les cocons sont à proximité.

## Systématique et taxinomie
Cette espèce a été décrite sous le protonyme Theridium grossum par C. L. Koch en 1838. Elle est placée dans le genre Steatoda par C. L. Koch en 1850, dans le genre Teutana par Simon en 1881 puis dans le genre Steatoda par Levi en 1957.
Eucharia zonata et Teutana modesta ont été placées en synonymie par Levi en 1957.
Steatoda punctilineata a été placée en synonymie par Levi en 1962.
Theridion sericum a été placée en synonymie par Hann en 1994.
Teutana grossa obliterata a été placée en synonymie par Breitling, Bauer, Schäfer, Morano, Barrientos et Blick en 2016.
Teutana grossa strandi a été placée en synonymie par Sherwood en 2024.

## Steatoda grossadans la culture

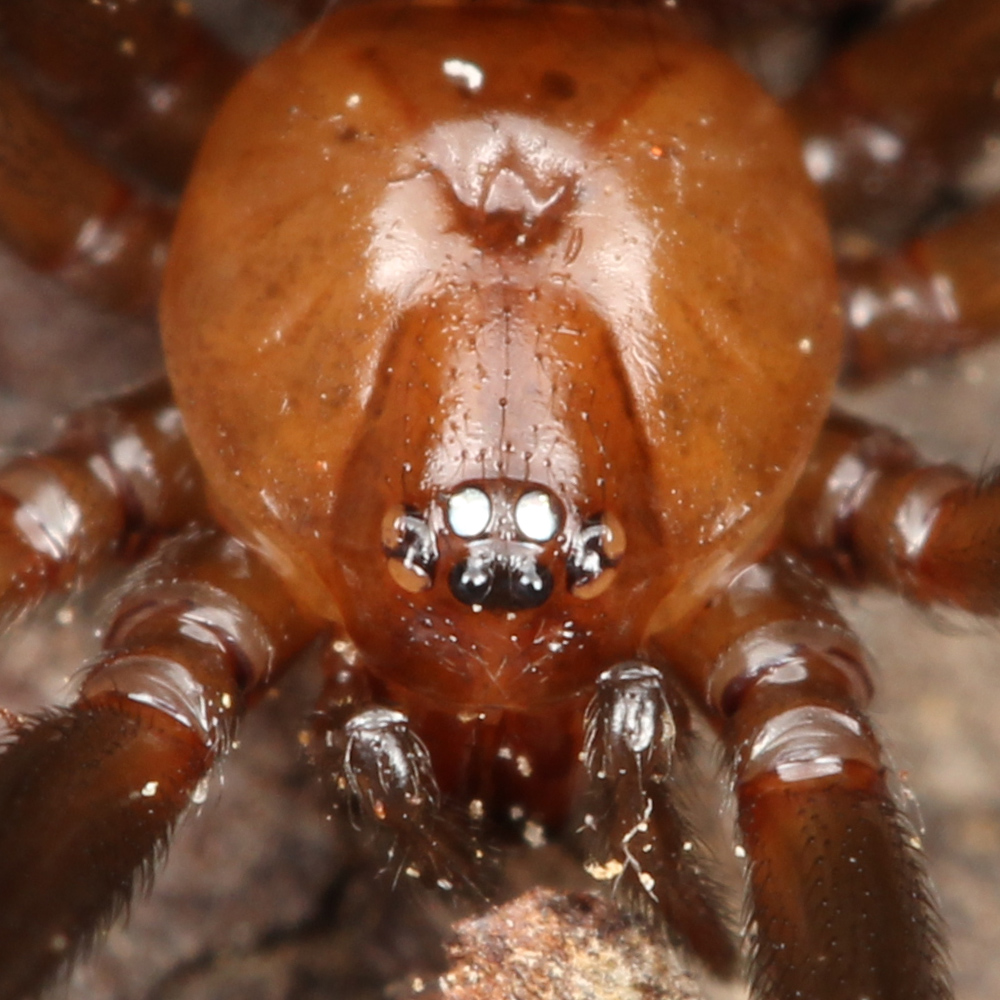
Steatoda grossa ♀

La docilité de Steatoda grossa, sa globale innocuité et sa ressemblance avec la veuve noire (Latrodectus mactans) en font une actrice de cinéma très appréciée pour figurer une araignée venimeuse. Ainsi, c'est une Steatoda grossa qui est utilisée dans le film Spider-Man de Sam Raimi (2002) pour conférer ses pouvoirs à Peter Parker.

## Publication originale
- C. L. Koch, 1838 : Die Arachniden. Nürnberg, Vierter Band, p. 109-144, Funfter Band, p. 1-124 (texte intégral).